# Shota Fujisaki
Shota Fujisaki (født 10. januar 1994) er en japansk fodboldspiller.
Han har spillet for flere forskellige klubber i sin karriere, herunder Fujieda MYFC.